# Бал в Опері
Бал у Опері (пол. Bal w Operze) — поема польського поета Юліана Тувіма, написана 1936 року й повністю опублікована 1982 року. В багатьох літературознавців вважається шедевром літератури ХХ ст.
Своєю появою викликала неабияке обурення критиків. Юліан Тувім розумів, що не зможе опублікувати її офіційно через гостру антиелітарну та антиполітичну сатиру. Тому поема публікувалася фрагментами. Існують навіть дані про її нелегальний друк.

## Сюжет
Поема «Бал у Опері» заслужено вважається найкращим твором, що визначає настрої та мотиви усіх сфер життя: політичної, культурної, звичаєвої доби міжвоєнного двадцятиліття.
У поемі немає чіткого розвитку подій. «Бал у Опері» складається зі вступу, який розпочинається із цитат Апокаліпсису святого Йоана, і 11 розділів, пов'язаних між собою досить вільно. 
Спочатку дія відбувається у приміщенні опери, потім розширюється на всю Польщу, весь світ і навіть космос. Цим автор показує, що ті проблеми, які описані у поемі є актуальними не лише для Польщі, але й для всього світу. 
Свою поему автор розділяє на три плани: бал, місто і село. Позитивний акцент зроблений на село. 
Бал, змальований у творі, це опис одного з  прийомів для еліти – вершків суспільства, елегантних красивих дам, витончених кавалерів. На початку, в першій частині, у пафосній формі показано приготування до балу, а далі приїзд гостей до опери. Автор репрезентує своїх гостей крізь  призму одягу: дорогі хутра, ордени, стрічки, корсети і так далі. Поет свідомо, цілеспрямовано подає список всіх деталей, які носить еліта, для того, щоб підкреслити перевагу матеріального над духовним.